# マカロフ海盆

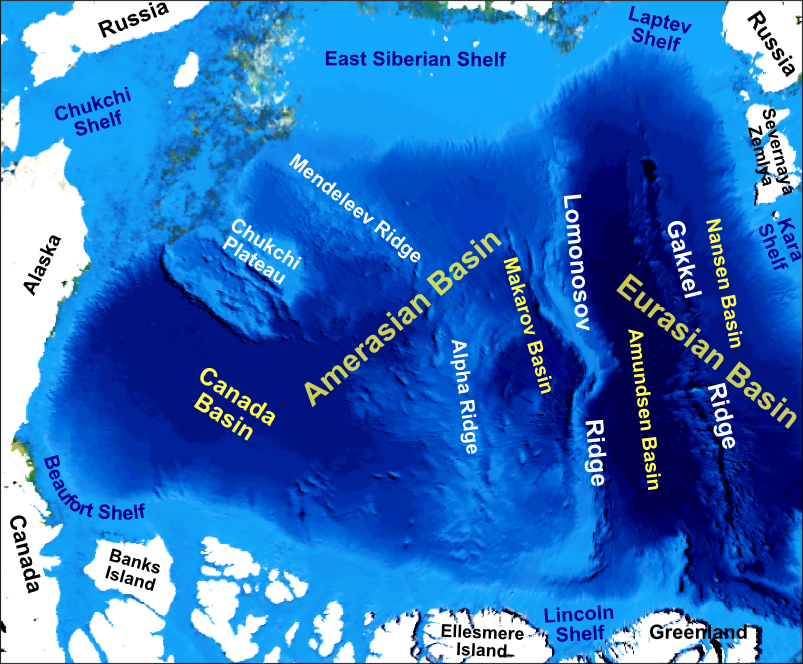
北極海の深浅測量図

マカロフ海盆（マカロフかいぼん、英語: Makarov Basin）は、北極海にあるアメラジアン海盆の一部を構成する海盆であり、アルファ海嶺とロモノソフ海嶺に挟まれている。
1950年にソ連の科学者によって発見され、ロシア帝国の提督、ステパン・マカロフにちなんで命名された。